# Manuel Neuer
Manuel Peter Neuer (pronunciación en alemán: /ˈmaːnu̯eːl ˈnɔʏ.ɐ, -ɛl -/; Gelsenkirchen, Renania del Norte-Westfalia, 27 de marzo de 1986)es un futbolista alemán que juega de portero en el Bayern de Múnich de la Bundesliga de Alemania. Es ampliamente considerado como uno de los mejores porteros en la historia del fútbol. Fue nombrado el mejor portero de la década 2011-2020 por la IFFHS.
Neuer es descrito como el «portero-líbero» por su estilo de juego único y velocidad, al salir de la línea de meta para anticipar a los oponentes, creando jugadas desde la portería, atreviéndose a salir de su posición, haciendo incluso el papel de defensa central o mediocampista defensivo, participando de manera activa en la posesión del balón sin descuidar la intención colectiva del equipo.
Comenzó su carrera en el Schalke 04, donde ganó la Copa de la Liga de Alemania y la Copa de Alemania. En 2011, fichó por el Bayern de Múnich y desde entonces ha ganado 31 trofeos, incluidos doce títulos de la Bundesliga, cinco títulos de la Copa de Alemania, ocho títulos de la Supercopa de Alemania, dos títulos de la Liga de Campeones de la UEFA, dos títulos de la Supercopa de la UEFA y dos títulos de la Copa Mundial de Clubes de la FIFA. 
En 2014, Neuer terminó tercero en la votación para el premio FIFA Balón de Oro, detrás de Lionel Messi y Cristiano Ronaldo. Fue galardonado con el portero del año de la UEFA en 2013, 2014, 2015 y 2020 y fue elegido por la IFFHS como «mejor portero del año» en 2013, 2014, 2015, 2016 y 2020. También fue nombrado «portero mundial del año de la FIFA en 2020 y dos veces elegido «futbolista del año de Alemania».
Fue internacional absoluto con la selección alemana desde 2009 hasta 2024, siendo el portero titular, disputando la Eurocopa Sub-21 de 2009, la Copa Mundial de Sudáfrica 2010, la Eurocopa 2012, la Copa Mundial de Brasil 2014, la Eurocopa 2016, la Copa Mundial de Rusia 2018, la Eurocopa 2020, la Copa Mundial de Catar 2022 y la Eurocopa 2024. En 2014, además de ganar la Copa Mundial de 2014, fue nombrado guante de oro del campeonato, y también fue elegido en el once ideal del Mundial de Brasil 2014. En 2016, luego de la Eurocopa, sucedió a Bastian Schweinsteiger como capitán del seleccionado teutón. En agosto de 2024, anunció su retiro de la selección de Alemania.
Es el portero y futbolista más laureado en la historia de su país, y también es el portero con más títulos en la historia del fútbol, junto con el portero portugués Vítor Baía, con 35 títulos oficiales.

## Trayectoria

### Schalke 04

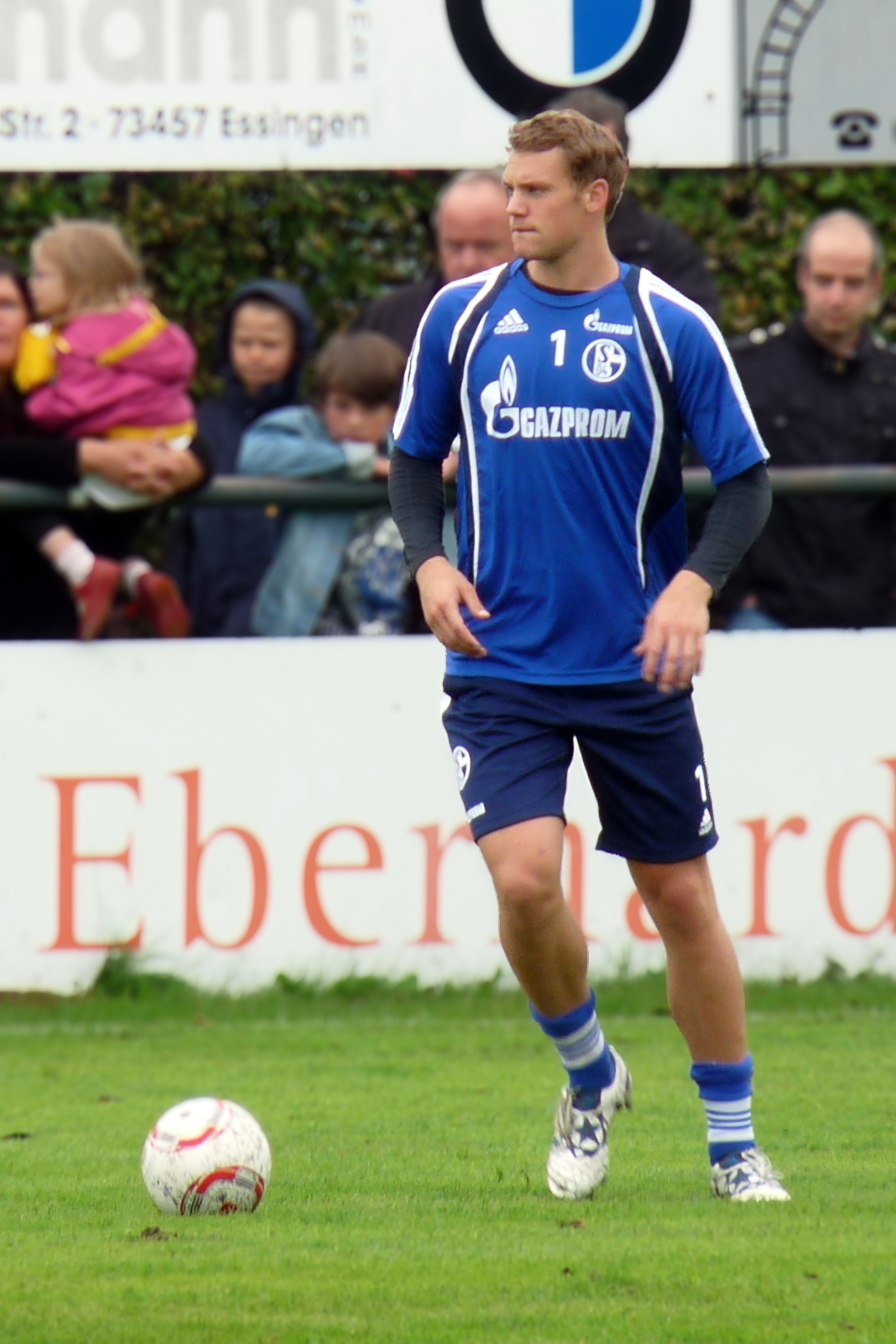
Entrenando con el Schalke 04.

Firmó su primer contrato profesional en 2004 y fue avanzando a través de las categorías inferiores hasta llegar al primer equipo. Hizo su debut en la Bundesliga sustituyendo a Frank Rost en el partido correspondiente de la jornada 2, en la temporada 2006-07. A los 20 años, ganó el puesto de titular cuando Rost fue excluido del equipo. No defraudó y logró dejar un empate a 2. Debido a sus buenas actuaciones, le empezaron a comparar con uno de sus ídolos, Jens Lehmann.
El 5 de marzo de 2008, en los octavos de final de la Liga de Campeones de la UEFA ante el FC Oporto, ayudó con sus paradas a llegar a la tanda de penaltis. Paró dos lanzamientos, uno a Bruno Alves y otro a Lisandro López, y su equipo pasó a los cuartos de final de la competición. Recibió el premio al portero más joven.
En la temporada 2008-09 el Schalke 04 terminó octavo en la tabla de la liga y fue descalificado de la UEFA Europa League. Sin embargo, su buena actuación en la Eurocopa sub-21 despertó el interés del Bayern de Múnich. El presidente del Bayern, Karl-Heinz Rummenigge, declaró su interés por el portero. El gerente del Schalke, Felix Magath, insistió en que Neuer iba a jugar la próxima temporada en el club de Gelsenkirchen. En noviembre, era el único portero alemán en la lista de los cinco porteros nominados para el equipo del año UEFA. El 20 de abril de 2011, se anunció que no se iba a prolongar su contrato.

### Bayern de Múnich
2011–12
El 1 de junio de 2011, se anunció su traspaso al club alemán Bayern de Múnich a cambio de 18 millones de euros, firmando un contrato por cinco temporadas hasta 2016. Rápidamente se hizo con la titularidad en la portería del conjunto bávaro. Además, superó el récord de imbatibilidad de la portería del Bayern (llegó a 1.147 minutos), que tenía Oliver Kahn desde 1989 (1.012 minutos).
El 25 de abril de 2012, se convirtió en uno de los protagonistas del partido de vuelta de las semifinales de la Liga de Campeones de la UEFA ante el Real Madrid al detener los penaltis lanzados por Cristiano Ronaldo y Kaká en la correspondiente tanda de penaltis, facilitando el pase de su equipo a la final de la competición. Después del partido, el presidente del club blanco Florentino Pérez le dijo a Karl-Heinz Rummenigge que Neuer era el Mejor Portero del Mundo. En la final, se enfrentaron ante el Chelsea, partido que perdió el Bayern, pero Neuer tuvo una buena actuación: Paró un penalti y convirtió su lanzamiento. Después del partido, él y sus compañeros recibieron la medalla de plata de la Liga de Campeones de la UEFA como subcampeones y además fue seleccionado como el mejor portero de la competición.
2012–13
Después de un tiempo de descanso, volvieron las competiciones nacionales e internacionales. En la Bundesliga ganaron los 8 primeros partidos (la primera vez que esto sucedía en la Bundesliga alemana).

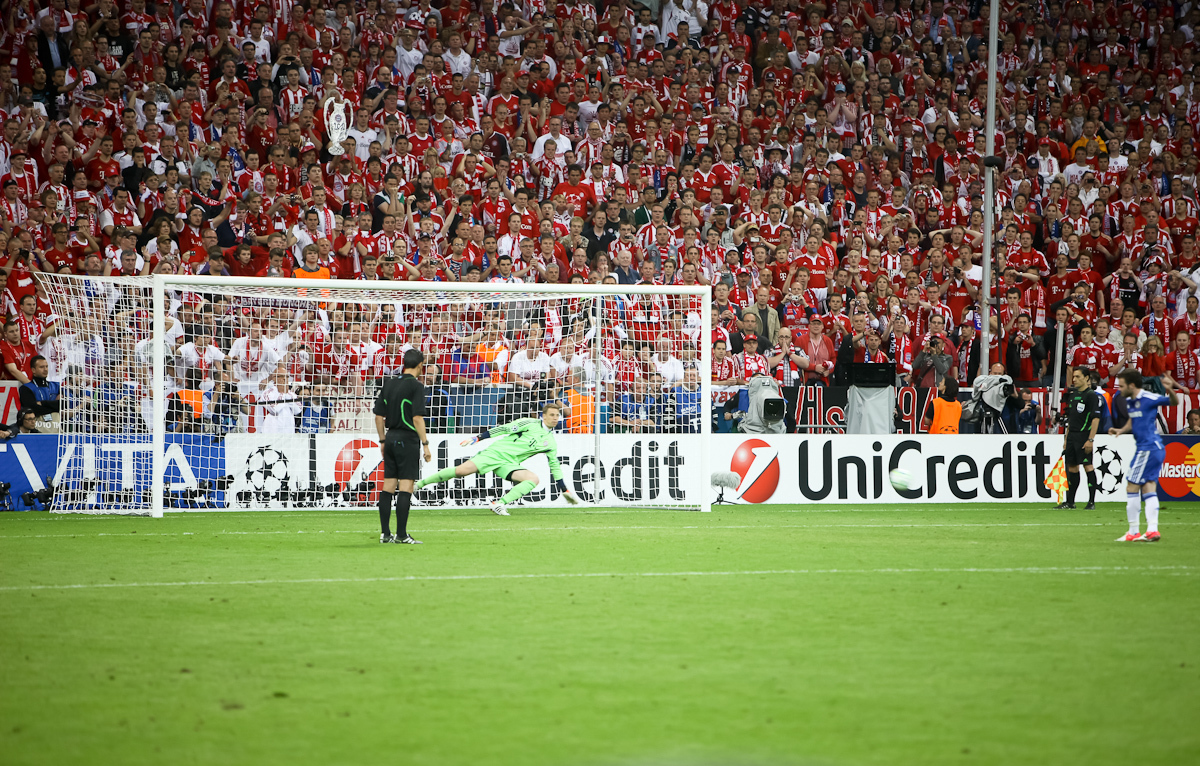
Instantes antes de detener el penalti lanzado por Juan Mata en la Final de la Liga de Campeones de la UEFA 2011-12.

El 31 de octubre de 2012, ganaron 4-0 al Kaiserslautern para clasificarse a los octavos de final de la Copa de Alemania 2012-13.
En la Liga de Campeones de la UEFA 2012-13, al Bayern le tocó en el grupo F junto al Valencia CF, Lille OSC y FC BATE Borisov. En el primer partido se tuvieron que enfrentar a los chés en el Allianz Arena. Ganaron 2-1 y se colocaron primeros de grupo, aunque poco después, el BATE les adelantaría por su victoria 3-1 ante el Lille. En la segunda fecha perdieron ante el BATE 3-1. A pesar de la derrota, siguieron segundos de grupo empatados a puntos con el Valencia, que ganó 2-0 a los franceses del Lille. Se enfrentaron al ya mencionado Lille y ganaron 1-0, pero el Valencia ganó también su partido y por mayor cantidad de goles, 3-0 y los tres de Roberto Soldado. Debido a esos resultados, el Bayern bajó a la tercera posición de la tabla y dejaron de estar clasificados. Los españoles se quedaron con la segunda. Reaccionaron y ganaron 6-1 al Lille para remontar y colocarse primeros, ya que el BATE perdió 4-2 ante el Valencia que siguió en la segunda y los bielorrusos se fueron a la tercera. Se clasificaron para los octavos de final en donde se enfrentaron al Arsenal, a los que ganaron por 3-1 en la ida. En la vuelta, los ingleses estuvieron fuertes y casi remontaron el resultado, pero finalmente pasó el Bayern. En los cuartos de final, se enfrentaron a la Juventus y ganaron por 2-0. El Bayern goleó 9-2 al Hamburgo en un partido de la Bundesliga. En la jornada 28, se proclamaron campeones de la Bundesliga a falta de 6 jornadas por la diferencia de 20 puntos con el Borussia Dortmund, ya que el Dortmund no podía alcanzar al Bayern aunque ganase todos los partidos restantes. En la vuelta frente a la Juventus, volvieron a ganar otra vez por 2 goles, consiguiendo así el pase del Bayern a Semifinales de la competición. Jugaron frente al FC Barcelona y golearon 4-0 en la ida. Ganaron 0-3 en la vuelta y consiguieron el pase a la final frente al Borussia Dortmund. Antes de esa final, se jugó un Borussia-Bayern de liga, donde Neuer ejerció como capitán y paró un penalti a Lewandowski. El partido acabó empate a 1. En la final de la Liga de Campeones, el Bayern ganó por 1-2 y se proclamó campeón. 
2013–14
Empezó la temporada 2013-14 con una victoria por 15-1 ante el Bayern Fanclub Wildenau. En el segundo partido, ganaron 9-1 ante el TSV Regen. El 21 de diciembre, ganó la Copa Mundial de Clubes de la FIFA tras ganar en la final por 2-0 al Raja Casablanca, consiguiendo así ser la primera Copa Mundial de Clubes ganada por el Bayern y ser el primer equipo alemán que consigue ganarla.
El 29 de octubre, la FIFA dio a conocer la lista para el Balón de Oro. Neuer fue incluido junto a jugadores como Iker Casillas, Lionel Messi, Cristiano Ronaldo, Radamel Falcao o Neymar. Finalmente, Neuer no llegó a ser finalista. El 4 de enero de 2013, la IFFHS dio a conocer la lista de los mejores porteros del mundo, y quedó en cuarto lugar por detrás de Petr Čech, Gianluigi Buffon e Iker Casillas.
El 7 de enero de 2014, la IFFHS nombró a Neuer como el Mejor Portero del Mundo de 2013, superando en las votaciones a Gianluigi Buffon, Petr Čech y Thibaut Courtois, que quedaron en segundo, tercero y cuarto lugar, respectivamente.
2014–15
Neuer ganó el futbolista alemán del año, fue votado en el Equipo del Año de la UEFA, y terminó tercero en el FIFA Balón de Oro.
Comenzó el 30 de enero de 2015, en la jornada 18, donde el Bayern perdió 4-1 ante el VfL Wolfsburg. Este es el primer partido de liga desde que se unió el Bayern en 2011, donde ha concedido cuatro goles en un partido. La última vez que el Bayern había concedió cuatro goles en un partido fue contra el Wolfsburgo en 2009.
El 28 de abril de 2015, fue uno de los cuatro jugadores del Bayern que falló en la tanda de penales en la derrota 1:1 ante el VfL Wolfsburgo en la semifinal de la DFB-Pokal.

#### 2019-20
Con el trofeo de la Liga de Campeones de la UEFA 2019-20 se convirtió en uno de los jugadores en conseguir dos tripletes en el Bayern de Múnich junto a Javi Martínez, David Alaba, Thomas Müller y Jérôme Boateng, entrado en el selecto club del que forman parte jugadores como Samuel Eto'o, Xavi Hernández, Andrés Iniesta, Lionel Messi y Gerard Piqué.

#### 2022
Después de su participación en el Mundial de Catar 2022, Neuer sufrió una fractura en una pierna después de un accidente mientras practicaba esquí, la cual lo forzaría a perderse el resto de la temporada 2022-23.

## Selección nacional

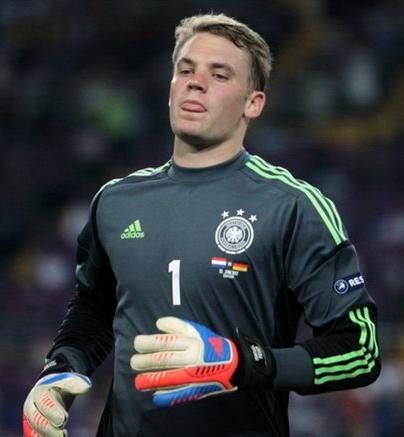
Neuer con la Mannschaft durante la Eurocopa 2012.

Fue avanzando por las categorías inferiores de la selección alemana hasta llegar a la sub-21, con la que ganó la Eurocopa Sub-21 de 2009 en Suecia donde fue figura al recibir un solo gol en todo el campeonato. Fue seleccionado como el mejor portero e incluido en el equipo ideal.
El 19 de mayo de 2009, fue llamado por Joachim Löw para jugar la gira asiática que realizó su selección. Debutó el 2 de junio ante los Emiratos Árabes Unidos, partido que ganaron los germanos por un abultado marcador de 7-2.

### Copa Mundial de Fútbol de 2010
Tras la trágica muerte de Robert Enke en noviembre de 2009, fue elegido como el segundo portero de la selección por debajo de René Adler, quien fue el titular hasta su lesión en mayo de 2010, previo a la copa del mundo. Más tarde, entró en la lista de jugadores para disputar la Copa Mundial de Fútbol de 2010 como el portero titular sobre Tim Wiese y Hans-Jörg Butt. Durante la fase de grupos, recibió un solo gol, obra de Jovanović en el partido ante Serbia. Asistió a Miroslav Klose en un gol en la aplastante victoria de (4-1) ante Inglaterra en los octavos de final. En los cuartos, vencieron con otra goleada, esta vez de 4-0 ante Argentina. Cayeron en las semifinales ante España, recibiendo un gol de cabeza de Carles Puyol. Se jugaron el tercer puesto ante Uruguay, que cayó por 3-2 ante los Países Bajos. Ganaron 2-3 quedando terceros por detrás de España y Países Bajos.

### Eurocopa 2012

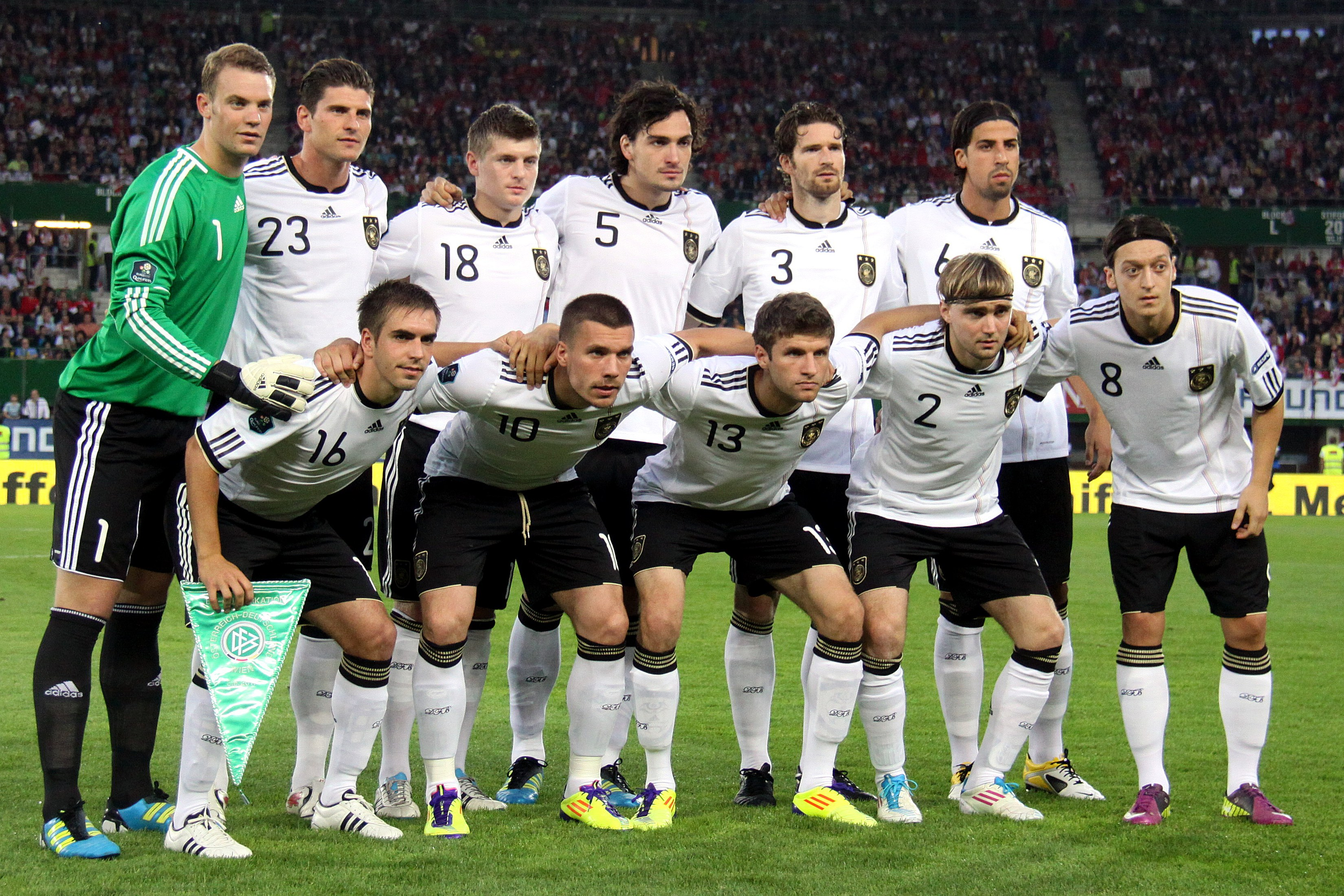
Neuer con la selección de Alemania durante la fase de clasificación para la Eurocopa 2012.

Por su buena actuación en la Copa Mundial, fue llamado también para la Eurocopa 2012. Jugó los 90 minutos en todos los partidos de la fase de clasificación para el campeonato europeo donde Alemania ganó 10 partidos de 15. Tras la victoria de 7-3 sobre Turquía, fue elogiado por su gran partido ya que paró un disparo de volea de Hamit Altıntop y dio dos asistencias, una a Thomas Müller quien después asistió a Mario Gómez para marcar y otra a Mario Götze tras parar un lanzamiento de tiro libre y Götze asistió a Müller en el borde del área de penalti para marcar. Alemania fue asignada al grupo J junto a Portugal, Dinamarca y los Países Bajos. El grupo fue denominado como el grupo de la muerte. Ganaron el primer partido ante los lusos por 1-0. También el segundo ante los tulipanes por 2-1 y el tercero ante los daneses por otro 1-2. Los germanos se clasificaron junto a los lusos para los cuartos de final, donde los primeros ganaron 4-2 a Grecia y los segundos 1-0 a la República Checa. Ambos se clasificaron para las semifinales, pero cayeron derrotados. España ganó 4-2 en los penaltis a Portugal e Italia 2-1 a Alemania. Finalmente, Alemania se llevó la medalla de Bronce.

### Copa Mundial de Fútbol de 2014

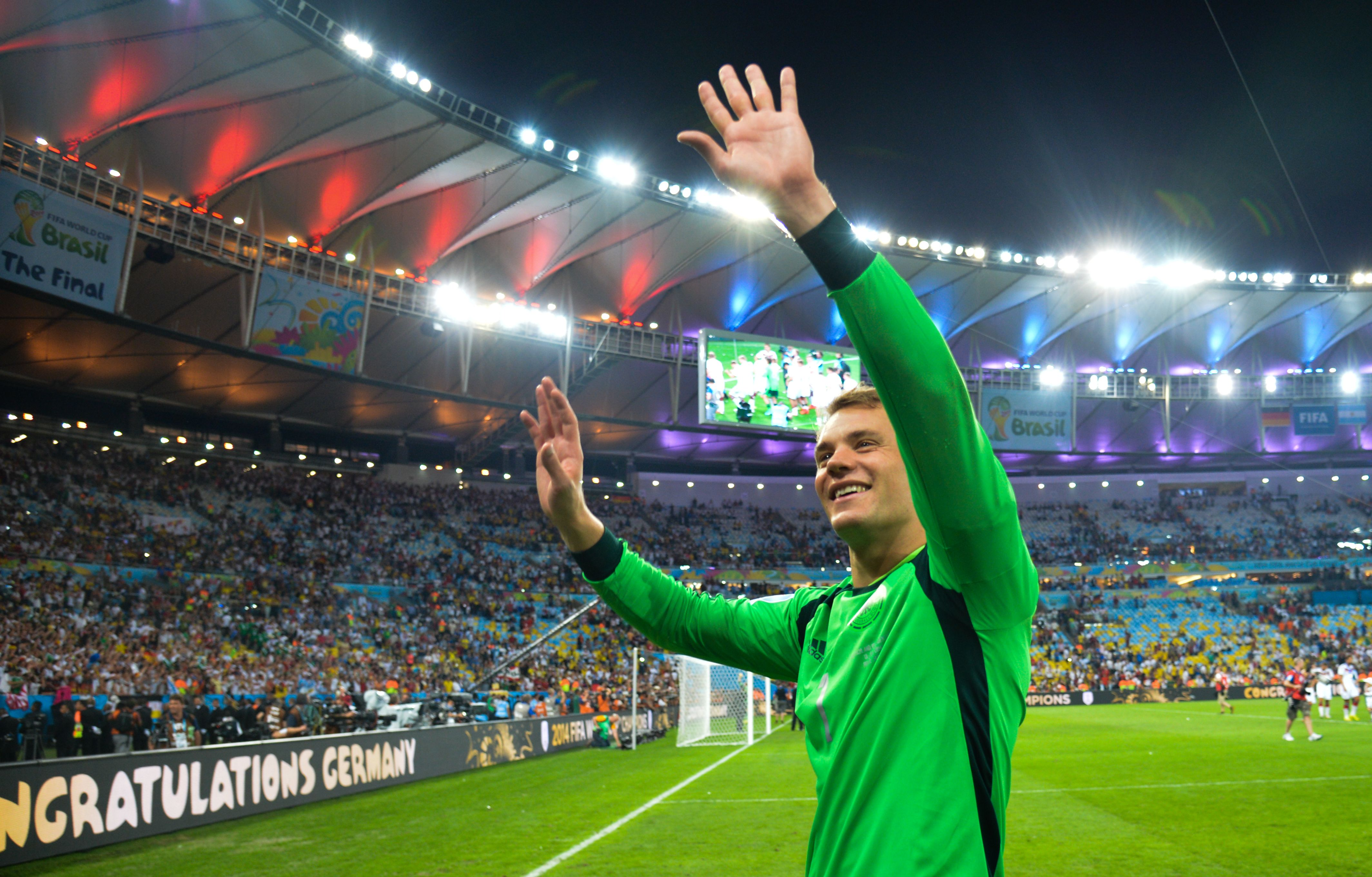
Manuel Neuer saludando después de la final de la Copa Mundial de Fútbol de 2014.

Alemania terminó invicta en la fase de Clasificación en el grupo G de la UEFA para la Copa Mundial de Fútbol de 2014. El primer partido ante las Islas Feroe lo ganaron por 3-0. El segundo ante Austria fue más complicado, ganaron por 1-2. Después de estar más de un mes sin disputar ningún partido internacional, se enfrentaron a Irlanda, a la cual golearon por 1-6. El cuarto ante Suecia se presentó como un partido difícil; a los 56 minutos los germanos goleaban 4-0 pero los suecos reaccionaron rápidamente y empataron el encuentro 4-4. Ganaron por 3-0 a Kazajistán con goles de Schwensteiger, Götze y Müller. Volvieron a jugar contra Kazajistán y ganaron 4-1 con dos goles de Reus, uno de Götze y otro de Gündogan. El gol de Kazajistán lo anotó Schmidtgal tras un error de Neuer al intentar regatear a 2 jugadores. El partido fue un día antes del cumpleaños del portero.
El 8 de mayo de 2014, Neuer fue incluido en la lista preliminar de 30 jugadores por el entrenador Joachim Löw con miras a la fase final del torneo. Fue ratificado entre los 23 jugadores que viajarán a Brasil el 2 de junio.
El 16 de junio Alemania debuta en la Copa Mundial de Fútbol en Brasil 2014, en el grupo "G" el que comparten con Portugal, Ghana y Estados Unidos, encuentro en el que los germanos golean (4-0) a la selección comandada por Ronaldo con goles de Müller al minuto 11' Hummels a los 32' repitiendo Müller a los 46' y a los 78', Neuer tuvo un buen desempeño aunque casi no fue puesto a prueba, luego el 21 de junio remontan en oportunidad ante Ghana rescatando un empate a (2-2) con goles Götze al minuto 51' ponía el 0-1 Ayew minuto 54' empataba para Ghana 1-1, más tarde los de Ghana pondrían la sorpresa al anotar el 1-2 obra de Gyan a los 63' para que finalmente los germanos hicieran entrar a su leyenda Klose al que le bastaron 2 minutos sobre el césped para poner el definitivo empate en el minuto 71', finalmente cierran la fase de grupos el 26 de junio frente a Estados Unidos encuentro que termina a favor de los germanos por un (1-0) anotado por Müller en el minuto 53', clasificando así en el primer lugar del grupo con 7 puntos, seguidos por Estados Unidos con 4 que igualaba con Portugal pero la diferencia de goles deja fuera a los lusos. En todos estos encuentros Neuer tiene un buen desempeño bajo los 3 palos.
Ya instalados en los octavos de final, se cruzan con Argelia, equipo muy físico y ordenado, que los lleva hasta el alargue al terminar los 90' sin goles. En el alargue Schürrle consigue al minuto 107' el (1-0) para los germanos, Özil anota el (2-0) llegando al término del encuentro en el minuto 119', terminando el partido con un 2-1 descuento anotado para Argelia por Djabou a los 121'. En ese juego la defensa teutona jugó muy adelantada, con lo que Neuer protagonizó una gran actuación, saliendo muchas veces fuera de su área para cortar los ataques del equipo africano. Tras el triunfo los germanos pasan a los cuartos de final, encuentro que disputan con Francia el 4 de julio, partido en el que se incorporan cambios por parte del entrenador alemán Löw, este partido termina con un resultado de (1-0) para los germanos con gol de Hummels a los 13', encuentro dominado en su primera mitad por los de Löw, en una segunda mitad se hizo oficio de trabajador y Alemania jugó el contragolpe, dejando todo en manos de Neuer que disputó un gran encuentro; puso el candado a la portería y con gran tranquilidad mantuvo el (1-0), haciendo gala de su juego de pies, hizo labores de líbero. Ya instalados en la semifinal se enfrentaron a los anfitriones, Brasil quién sin convencer a la fanaticada y sin Neymar, se instalaba en semifinal e ilusionaba a sus hinchas con el hexacampeonato mundial. Se jugó el 8 de julio, partido que finalizó con un escandaloso y aplastante 7-1 (conocido como el Mineirazo) a favor de los germanos con goles de Müller a los 11', Klose a los 23' (convirtiéndose en el máximo anotador en la historia de los mundiales, con 16 goles), Kroos 25' y 26', Khedira 29', con esto Alemania ganaba parcialmente por (5-0) en 29 minutos de partido, Schürrle terminó la masacre a los 68' y 78'. Finalmente en una salida rápida Oscar coloca el (7-1) en el minuto 90' luego de una ocasión perdida por Özil de aumentar más el ya abultado marcador.  
El 13 de julio de 2014 se corona campeón de la Copa del Mundo Brasil 2014 al vencer en la final (1-0) a la selección argentina partido en el que Neuer volvió a jugar al máximo y jugándose la piel en cada balón, en una salida al área grande tuvo también un violento choque contra el Argentino Higuaín, en la que algunos consideran que fue penal, ya que el portero cargó peligrosamente contra el delantero, en la prórroga a la que llegaron con el marcador en blanco (0-0) solo basto una desconcentración de los Argentinos y la magia de los germanos aparecería tras una carrera descomunal por la izquierda de André Schürrle y luego sacar un centro milimétrico para Götze el que anotaría un gol de antología al parar el centro con el pecho para luego realizar una volea en el área y clavar el balón en el costado izquierdo de Romero (portero de Argentina) al minuto 113', anotación con la que el cuadro alemán tocaba la gloria una vez más y Neuer es nombrado guante de oro por su gran actuación durante todo el torneo.

### Copa Mundial de Fútbol de 2018
El 4 de junio de 2018 el seleccionador Joachim Löw lo incluyó en la lista de 23 para el Mundial. Alemania tuvo una actuación para el olvido en dicho Mundial, quedando eliminada en fase de grupos por primera vez en su historia. (En 1938, Alemania quedó fuera en primera ronda también, pero en ese torneo no se jugó bajo la modalidad de grupos)
El 17 de noviembre de 2020, en el encuentro de la Liga de Naciones de la UEFA 2020-21 ante España, disputó su 96.º partido con la selección y se convirtió en el portero que más veces había jugado con Alemania.

### Participaciones en Copas del Mundo
| Mundial           | Sede      | Resultado    | Goles |
| ----------------- | --------- | ------------ | ----- |
| Copa Mundial 2010 | Sudáfrica | Tercer lugar | 5     |
| Copa Mundial 2014 | Brasil    | Campeón      | 4     |
| Copa Mundial 2018 | Rusia     | Primera fase | 4     |
| Copa Mundial 2022 | Catar     | Primera fase | 5     |

1. ↑  Se refiere a goles encajados.

### Participaciones en Eurocopas
| Copa                 | Sede              | Resultado        |
| -------------------- | ----------------- | ---------------- |
| Eurocopa Sub-21 2009 | Suecia            | Campeón          |
| Eurocopa 2012        | Polonia y Ucrania | Semifinales      |
| Eurocopa 2016        | Francia           | Semifinales      |
| Eurocopa 2020        | Europa            | Octavos de final |
| Eurocopa 2024        | Alemania          | Cuartos de final |

## Estadísticas

### Clubes
Actualizado al último partido disputado el 17 de mayo de 2025.
| F. C. Schalke 04 · Alemania           | 1.ª           | 2006-07       | 27  | 21  | 0  | 0  | 0   | 0   | 27  | 21  |
| F. C. Schalke 04 · Alemania           | 1.ª           | 2007-08       | 34  | 32  | 6  | 4  | 10  | 7   | 50  | 43  |
| F. C. Schalke 04 · Alemania           | 1.ª           | 2008-09       | 27  | 26  | 2  | 2  | 5   | 7   | 34  | 35  |
| F. C. Schalke 04 · Alemania           | 1.ª           | 2009-10       | 34  | 31  | 5  | 1  | 0   | 0   | 39  | 32  |
| F. C. Schalke 04 · Alemania           | 1.ª           | 2010-11       | 34  | 44  | 7  | 5  | 12  | 14  | 53  | 63  |
| F. C. Schalke 04 · Alemania           | Total club    | Total club    | 156 | 154 | 20 | 12 | 27  | 28  | 203 | 194 |
| Bayern de Múnich · Alemania           | 1.ª           | 2011-12       | 33  | 22  | 5  | 6  | 14  | 9   | 52  | 37  |
| Bayern de Múnich · Alemania           | 1.ª           | 2012-13       | 31  | 18  | 6  | 4  | 13  | 11  | 50  | 33  |
| Bayern de Múnich · Alemania           | 1.ª           | 2013-14       | 31  | 18  | 5  | 1  | 15  | 15  | 51  | 34  |
| Bayern de Múnich · Alemania           | 1.ª           | 2014-15       | 32  | 18  | 6  | 5  | 12  | 13  | 50  | 36  |
| Bayern de Múnich · Alemania           | 1.ª           | 2015-16       | 34  | 16  | 6  | 2  | 11  | 11  | 51  | 29  |
| Bayern de Múnich · Alemania           | 1.ª           | 2016-17       | 26  | 13  | 5  | 1  | 9   | 11  | 40  | 25  |
| Bayern de Múnich · Alemania           | 1.ª           | 2017-18       | 3   | 2   | 0  | 0  | 1   | 0   | 4   | 2   |
| Bayern de Múnich · Alemania           | 1.ª           | 2018-19       | 26  | 23  | 4  | 1  | 8   | 8   | 38  | 32  |
| Bayern de Múnich · Alemania           | 1.ª           | 2019-20       | 33  | 31  | 7  | 10 | 11  | 8   | 51  | 49  |
| Bayern de Múnich · Alemania           | 1.ª           | 2020-21       | 33  | 42  | 2  | 4  | 11  | 9   | 46  | 55  |
| Bayern de Múnich · Alemania           | 1.ª           | 2021-22       | 28  | 26  | 2  | 6  | 9   | 6   | 39  | 38  |
| Bayern de Múnich · Alemania           | 1.ª           | 2022-23       | 12  | 11  | 1  | 3  | 3   | 0   | 16  | 14  |
| Bayern de Múnich · Alemania           | 1.ª           | 2023-24       | 23  | 33  | 1  | 2  | 9   | 8   | 33  | 43  |
| Bayern de Múnich · Alemania           | 1.ª           | 2024-25       | 22  | 15  | 3  | 0  | 10  | 11  | 35  | 26  |
| Bayern de Múnich · Alemania           | Total club    | Total club    | 367 | 288 | 53 | 45 | 136 | 120 | 556 | 453 |
| Total carrera                         | Total carrera | Total carrera | 523 | 442 | 73 | 57 | 163 | 148 | 759 | 647 |
| (1) Hace referencia a goles encajados |               |               |     |     |    |    |     |     |     |     |

## Palmarés

### Títulos nacionales
| Título                      | Club             | País     | Año     |
| --------------------------- | ---------------- | -------- | ------- |
| Copa de la Liga de Alemania | F. C. Schalke 04 | Alemania | 2005    |
| Copa de Alemania            | F. C. Schalke 04 | Alemania | 2010-11 |
| Supercopa de Alemania       | Bayern de Múnich | Alemania | 2012    |
| 1. Bundesliga               | Bayern de Múnich | Alemania | 2012-13 |
| Copa de Alemania            | Bayern de Múnich | Alemania | 2012-13 |
| 1. Bundesliga               | Bayern de Múnich | Alemania | 2013-14 |
| Copa de Alemania            | Bayern de Múnich | Alemania | 2013-14 |
| 1. Bundesliga               | Bayern de Múnich | Alemania | 2014-15 |
| 1. Bundesliga               | Bayern de Múnich | Alemania | 2015-16 |
| Copa de Alemania            | Bayern de Múnich | Alemania | 2015-16 |
| Supercopa de Alemania       | Bayern de Múnich | Alemania | 2016    |
| 1. Bundesliga               | Bayern de Múnich | Alemania | 2016-17 |
| Supercopa de Alemania       | Bayern de Múnich | Alemania | 2017    |
| 1. Bundesliga               | Bayern de Múnich | Alemania | 2017-18 |
| Supercopa de Alemania       | Bayern de Múnich | Alemania | 2018    |
| 1. Bundesliga               | Bayern de Múnich | Alemania | 2018-19 |
| Copa de Alemania            | Bayern de Múnich | Alemania | 2018-19 |
| 1. Bundesliga               | Bayern de Múnich | Alemania | 2019-20 |
| Copa de Alemania            | Bayern de Múnich | Alemania | 2019-20 |
| Supercopa de Alemania       | Bayern de Múnich | Alemania | 2020    |
| 1. Bundesliga               | Bayern de Múnich | Alemania | 2020-21 |
| Supercopa de Alemania       | Bayern de Múnich | Alemania | 2021    |
| 1. Bundesliga               | Bayern de Múnich | Alemania | 2021-22 |
| Supercopa de Alemania       | Bayern de Múnich | Alemania | 2022    |
| 1. Bundesliga               | Bayern de Múnich | Alemania | 2022-23 |
| 1. Bundesliga               | Bayern de Múnich | Alemania | 2024-25 |
| Supercopa de Alemania       | Bayern de Múnich | Alemania | 2025    |

### Títulos internacionales
| Título                            | Club (*)                     | Sede      | Año     |
| --------------------------------- | ---------------------------- | --------- | ------- |
| Eurocopa Sub-21                   | Selección de Alemania sub-21 | Suecia    | 2009    |
| Liga de Campeones de la UEFA      | Bayern de Múnich             | Londres   | 2012-13 |
| Supercopa de la UEFA              | Bayern de Múnich             | Praga     | 2013    |
| Copa Mundial de Clubes de la FIFA | Bayern de Múnich             | Marruecos | 2013    |
| Copa Mundial de Fútbol            | Selección de Alemania        | Brasil    | 2014    |
| Liga de Campeones de la UEFA      | Bayern de Múnich             | Lisboa    | 2019-20 |
| Supercopa de la UEFA              | Bayern de Múnich             | Budapest  | 2020    |
| Copa Mundial de Clubes de la FIFA | Bayern de Múnich             | Catar     | 2020    |

(*) Incluyendo la selección.

### Distinciones individuales
| Distinción                                                          | Año                                              |
| ------------------------------------------------------------------- | ------------------------------------------------ |
| Medalla Fritz Walter de Plata al mejor futbolista menor de 19 años. | 2005                                             |
| XI Ideal de la Eurocopa Sub-21                                      | 2009                                             |
| Mejor Portero de la Eurocopa Sub-21                                 | 2009                                             |
| XI Ideal de la Bundesliga                                           | 2011, 2013, 2014, 2015, 2016, 2017, 2021, 2022   |
| Portero del Año en la Bundesliga                                    | 2011, 2013, 2014, 2015, 2016, 2017, 2021, 2022   |
| Futbolista del Año en Alemania                                      | 2011, 2014                                       |
| Jugador del año de la UEFA                                          | 2011(10°), 2014(2°), 2016(8°), 2020(3°)          |
| Mejor Portero de Europa                                             | 2011(2°), 2013(1°), 2014(1°), 2015(1°), 2020(1°) |
| Equipo de la Temporada en la Eurocopa                               | 2012, 2016                                       |
| XI Ideal de European Sport Media                                    | 2012, 2013, 2015                                 |
| Equipo de la Temporada en la Liga de Campeones                      | 2012-13, 2013-14, 2015-16, 2019-20               |
| MVP por los aficionados en la final de Liga de Campeones de la UEFA | 2013                                             |
| Equipo del Año de la UEFA                                           | 2013, 2014, 2015, 2020                           |
| XI Mundial FIFA/FIFPro                                              | 2013, 2014, 2015, 2016                           |
| Mejor Portero del Mundo (IFFHS)                                     | 2013, 2014, 2015, 2016, 2020                     |
| Equipo All-Star de la Copa Mundial de Fútbol                        | 2014                                             |
| Guante de Oro de la Copa Mundial de Fútbol                          | 2014                                             |
| FIFA Balón de Oro                                                   | 2014                                             |
| AIPS Europe Athlete of the Year                                     | 2014                                             |
| AIPS Europe Athlete of the Year - Frank Taylor Trophy               | 2014                                             |
| L'Équipe Player of the Year                                         | 2014                                             |
| IX Histórico de la Eurocopa Sub-21                                  | 2015                                             |
| Premios UEFA al Mejor Portero del Mundo                             | 2020                                             |
| The Best FIFA al Mejor Portero del Mundo                            | 2020                                             |
| IX Histórico del Balón de Oro                                       | 2020(3°)                                         |
| IX Ideal de la IFFHS                                                | 2020                                             |
| Jugador del Año en la Selección de Alemania                         | 2020                                             |
| Mejor Portero del Mundo de la década por la IFFHS (2011-20)         | 2020                                             |
| IX Ideal de la Década en Europa por la IFFHS (2011-20)              | 2020                                             |
| IX Ideal Mundial de la Década por la IFFHS (2011-20)                | 2020                                             |
| Parte de los 100 mejores jugadores del mundo según The Guardian     | 2022                                             |

### Condecoraciones
| Distinción                             | Año        |
| -------------------------------------- | ---------- |
| Silbernes Lorbeerblatt                 | 2010, 2014 |
| Orden del Mérito de Renanina-Westfalia | 2019       |
| Medalla del Estado de Baviera          | 2019       |

## Vida personal

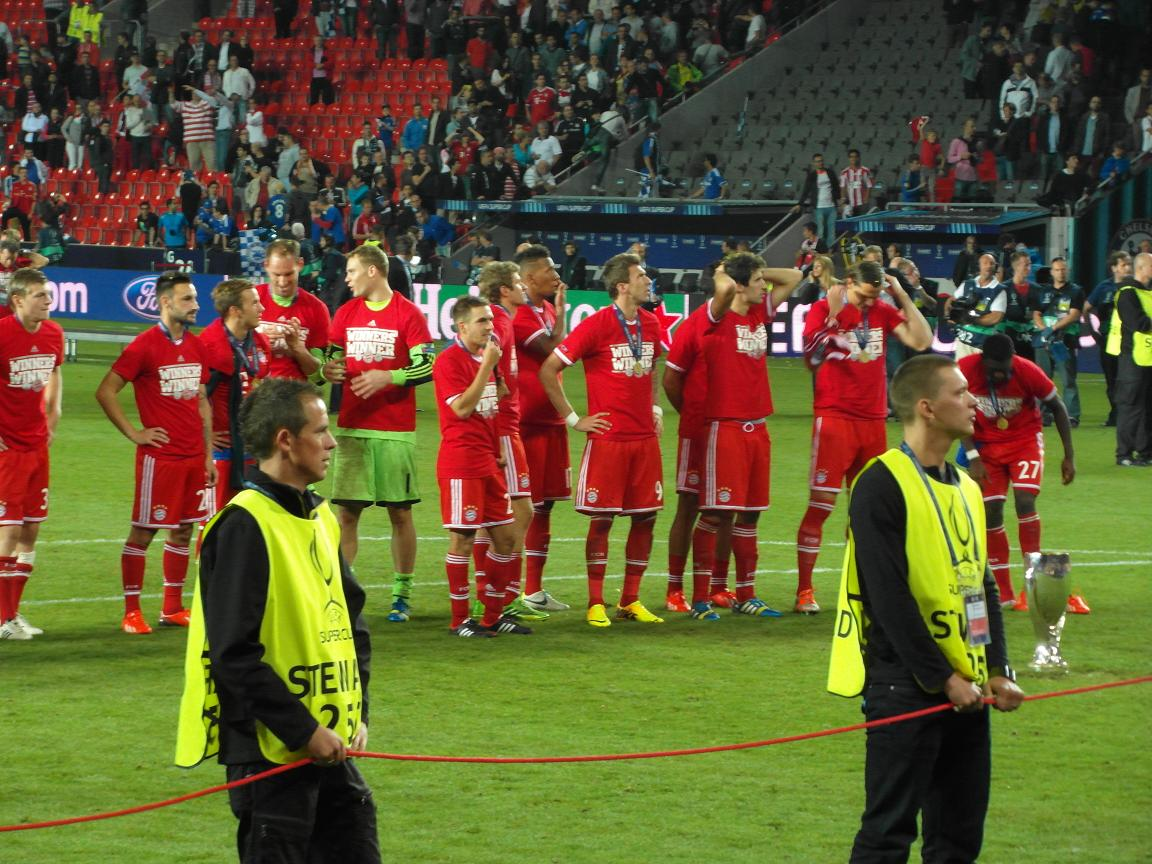
Bayern Múnich 2013

Estudió en Gesamtschule Berger Feld, una escuela de Gelsenkirchen, Alemania. Allí también estudiaron otros futbolistas como Mesut Özil, Alexander Baumjohann, Benedikt Höwedes, Sebastian Boenisch, Tim Hoogland, Michael Delura, Julian Draxler, Joel Matip y Alexandra Popp. Tiene un hermano llamado Marcel que es árbitro de fútbol en la Verbandsliga. Jugó su primer partido el 3 de marzo de 1991. Desde pequeño, su ídolo ha sido Jens Lehmann. También es aficionado al tenis y es miembro de TG Gold-Weiß Gelsenkirchen.
Tiene su propia página web y una fundación para ayudar a los niños pobres y enfermos, llamada Manuel Neuer Kids Foundation. En noviembre de 2011, ganó 500 000 de euros para su fundación en el programa Wer wird Millonär?, la versión alemana de ¿Quién quiere ser millonario?.
Aunque se le reconoce públicamente heterosexual, Neuer ha contribuido a la lucha contra la homofobia en el fútbol. Ha sido uno de los primeros jugadores de fútbol de la Bundesliga en romper el tabú de la homosexualidad en este deporte y hacer un llamado en la revista Bunte para que los futbolistas homosexuales reconozcan abiertamente su condición: "Los hinchas van a acostumbrarse rápidamente. Lo que importa es el rendimiento del jugador". Estas declaraciones provocaron que se tergiverse la información, llegando inclusive a ser malinterpretada como una declaración. México tenía que pagar una multa por gritos homófobos cuando Neuer tenía la pelota durante el partido entre Alemania y México en la Copa Mundial de 2018.
En realidad, Neuer estuvo en una relación con Kathrin Gilch desde 2009. En noviembre de 2014, el mánager de Neuer confirmó que estaba soltero nuevamente, y fue respaldado con la no-asistencia de Gilch a la entrega del Balón de Oro.
El 21 de mayo de 2017, Neuer se casó con su novia Nina Weiss en Tannheim, Austria, en una ceremonia civil, que fue seguida de una boda católica en la catedral de la María Santísima della Madia en Monopoli, Italia el 10 de junio de ese año. A finales de 2019 el arquero presentó el divorcio a su esposa.
A principios de 2020 empezó a salir con Anika Bissel.
En 2022, el portero reconoció que ha sufrido cáncer de piel, por lo que se ha tenido que someter a 3 cirugías.

## Otros medios
El 12 de julio de 2012, se anunció que Neuer junto a Kaká y Ana Ivanović, iban a ser los protagonistas del juego Adidas MiCoach para las consolas Xbox 360 y PlayStation 3.
Manuel Neuer prestó su voz para el doblaje alemán de la película animada Monsters University (2013), donde interpretó al personaje Frank McCay.